# Elementär grupp
Inom matematiken är en p-elementär grupp en direkt produkt av en ändlig cyklisk grupp av ordning relativt prim till p och en p-grupp. En ändlig grupp är en elementär grupp om den är p-elementär för något primtal p. Varje elementär grupp är nilpotent.
Brauers sats om inducerade karaktärer säger att en karaktär av en ändlig grupp är en linjär kombination med heltalskoefficienter av karaktärer inducerade från elementära delgrupper.